# شركة آكرون
شركة آكرون أو أكورن كمبيوترز Acorn Computers Ltd. هي شركة كمبيوتر بريطانية تأسست في كامبريدج ، إنجلترا ، في عام 1978. أنتجت الشركة عددًا من أجهزة الكمبيوتر التي كانت شائعة بشكل خاص في المملكة المتحدة ، بما في ذلك آكرون إلكترون وآكرون أرخيمدس كما كانت الشركة معروفة بتصميم وإنتاج أجهزة الكمبيوتر المنزلية والتعليمية والمحمولة، والتي تم إطلاقها تحت اسم بي بي سي (BBC) مايكرو خلال الثمانينيات.